# Крома
Крома́ — река в России, протекает по Орловской области. Устье реки находится в 1428 км по левому берегу Оки. Длина реки составляет 62 км, площадь водосборного бассейна — 898 км². Реку пересекает трасса М2. На берегу реки, при впадении Ненды, расположен посёлок городского типа Кромы. Получивший своё название от имени реки. По одной из версий название реки происходит от слова крома — «край, рубежная полоса, граница», по иной версии имеет балтское происхождение.

## Притоки (км от устья)
- 15 км: река Недна (лв)
- 19 км: река Тишинка (пр)
- 30 км: река Лешенка (лв)
- 33 км: река Неживка (пр)
- 40 км: река Кримега (пр)
- 49 км: река Ширь (лв)

## Данные водного реестра
По данным государственного водного реестра России относится к Окскому бассейновому округу, водохозяйственный участок реки — Ока от истока до города Орёл, речной подбассейн реки — бассейны притоков Оки до впадения Мокши. Речной бассейн реки — Ока.
Код объекта в государственном водном реестре — 09010100112110000017661.